# Mami Nakanishi
Mami Nakanishi (中西真美?, Nakanishi Mami; Tokyo, 30 agosto 1967) è un'attrice giapponese.

## Biografia
In Italia è nota soprattutto per aver interpretato il ruolo di Junko Fujino in Winspector.

## Filmografia

### Televisione
- Winspector (特警ウインスペクタ) – serie TV, 49 episodi (1990–1991)

## Doppiatrici italiane
Nelle versioni in italiano delle opere in cui ha recitato, Mami Nakanishi è stata doppiata da:
- Maddalena Vadacca in Winspector

## Discografia

### Album
- 1990 – Tokkei WINSPECTOR Hit Song Collection (特警ウインスペクター ヒット曲集?, Tokkei WINSPECTOR Hit Kyokushuu; Columbia, COCC-6335)